# Ágios Isídoros (Paphos)
Ágios Isídoros (grec moderne : Άγιος Ισίδωρος) est un village de Chypre de plus de 7 habitants.